# One Piece: Pirate Warriors
One Piece: Pirate Warriors, ou One Piece: Kaizoku Musou (ワンピース 海賊無双, Wan Pīsu Kaizoku Musō) au Japon, est un jeu vidéo de type hack 'n' slash développé par Omega Force et édité par Namco Bandai. Il est sorti le 1er mars 2012 au Japon sur PlayStation 3, et le 21 septembre 2012 en Europe.
L'histoire du jeu est fidèle a la série originale One Piece, qui suit les aventures de Monkey D. Luffy, un jeune garçon qui mange accidentellement Fruit du Gum Gum et forme un équipage diversifié appelés les chapeaux de paille pour chercher le trésor titulaire. Au cours de son voyage, Luffy se fait de nombreux amis et combat une grande variété d'ennemis. Une suite, One Piece: Pirate Warriors 2, est sortie en mars 2013 avec un troisième jeu, One Piece: Pirate Warriors 3 , sortie en mars 2015. Un quatrième jeu, One Piece: Pirate Warriors 4 , est prévu pour sortir en 2020.

## Synopsis
One Piece: Pirate Warriors est une déclinaison de la franchise Dynasty Warriors. Le jeu raconte presque tout le manga. Sauf les arcs Kuro, Skypiea, Thriller Bark (mais ils sont prévus dans One Piece: Pirate Warriors 3).
Le jeu consiste principalement à conquérir des zones pour progresser et enfin affronter les boss de niveau.
D'autres phases de jeu font intervenir des actions contextuelles dans des scènes plus orientées plates-formes/action.

## Personnages jouables
Le personnage jouable dans le mode " Journal de Bord " est :
- Monkey D. Luffy

Les personnages jouables dans le mode " Journal Annexe " sont :
- Monkey D. Luffy
- Roronoa Zoro
- Nami
- Usopp
- Sanji
- Tony-Tony Chopper
- Nico Robin
- Franky
- Brook
- Portgas D. Ace
- Boa Hancock
- Jinbe
- Barbe Blanche

## Accueil
- Famitsu : 36/40[2]